# Kunie Kitamoto
Kunie Kitamoto (北本 久仁衛 Kitamoto Kunie?, Nara, 18 de septiembre de 1981) es un exfutbolista japonés que jugaba como defensa.

## Trayectoria

### Clubes
| Club                   | País      | Año       |
| ---------------------- | --------- | --------- |
| Vissel Kobe            | Japón     | 2000-2018 |
| Simork F. C.           | Tailandia | 2019      |
| Chamchuri United F. C. | Tailandia | 2019      |